# Rammu
Rammu nebo úplněji Rammu saar (švédsky Ramö) je jeden z estonských ostrovů v Baltském moři.
Rammu se nachází na severozápadním okraji Kolžského a severním okraji Kaberneemského zálivu, vzdušnou čarou přibližně 7 km severoseverozápadně od Kaberneeme a 30 km severovýchodně od Tallinnu. Zeměpisné souřadnice středu ostrova jsou 59° 34' severní šířky a 25° 13' východní délky.
Ostrov má rozlohu 102,56 ha a nad mořskou hladinu se zvedá do výše 3,4 m.

## Geografie

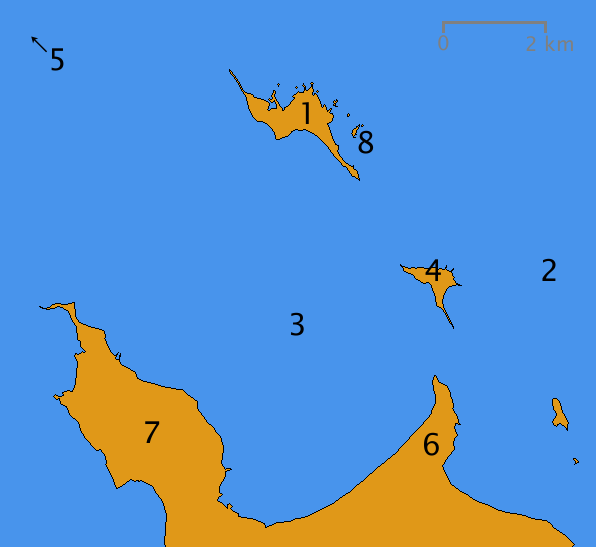
Sousední ostrovy a poloostrovy ostrova Rammu

Rammu (na mapce vpravo 1) je jedním z řetězce ostrovů, který začíná Pedassaarem uprostřed oblouku Kolžského zálivu (2), uzavírá Kaberneemský záliv (3) a končí Pranglim nedaleko špice Viimského poloostrova. Sousedním ostrovem z této řady směrem do Kolžského zálivu je Koipsi (4), směrem k Viimskému poloostrovu 8 km vzdálené Aksi (5). Nejbližší výběžky pevniny jsou mys Kaberneem (6) a Ihasalský poloostrov (7). Ze severu a z východu je ostrov Rammu obklopen řadou drobných ostrůvků, z nichž největší jsou Allu (8) a Laikari.
Rammu má esovitý tvar, mířící na severozápad a jihovýchod. Severozápadní výběžek nese jméno Kudusäär či Loodeots, jihovýchodní Vesisäär. Špice severovýchodního oblouku se nazývá Ninaotsanukk, a mezi Ninaotsanukkem a Kudusäärem vybíhá do moře Pikasäär.
Povrch ostrova je kamenitý, místy písčitý, a je pokryt bludnými balvany, místy nakupenými do velkých skupin. Na ostrově je několik menších jezer.

## Příroda
Porost ostrova Rammu má z velké části charakter vřesoviště, ze stromů převažuje jalovec obecný, následován borovicí lesní, z dalších druhů jsou zastoupeny jeřáby a vrby. Na ostrově Rammu se nacházejí největšími pobřežní marše severního Estonska, značnou rozlohu zaujímají též rákosové porosty.
Na ostrůvcích a útesech při severním pobřeží ostrova jsou útočiště tuleňů, při východním pobřeží hnízdiště vodních ptáků.
Ostrov Rammu patří do chráněné krajinné oblasti Kolžský záliv (Kolga lahe maastikukaitseala).

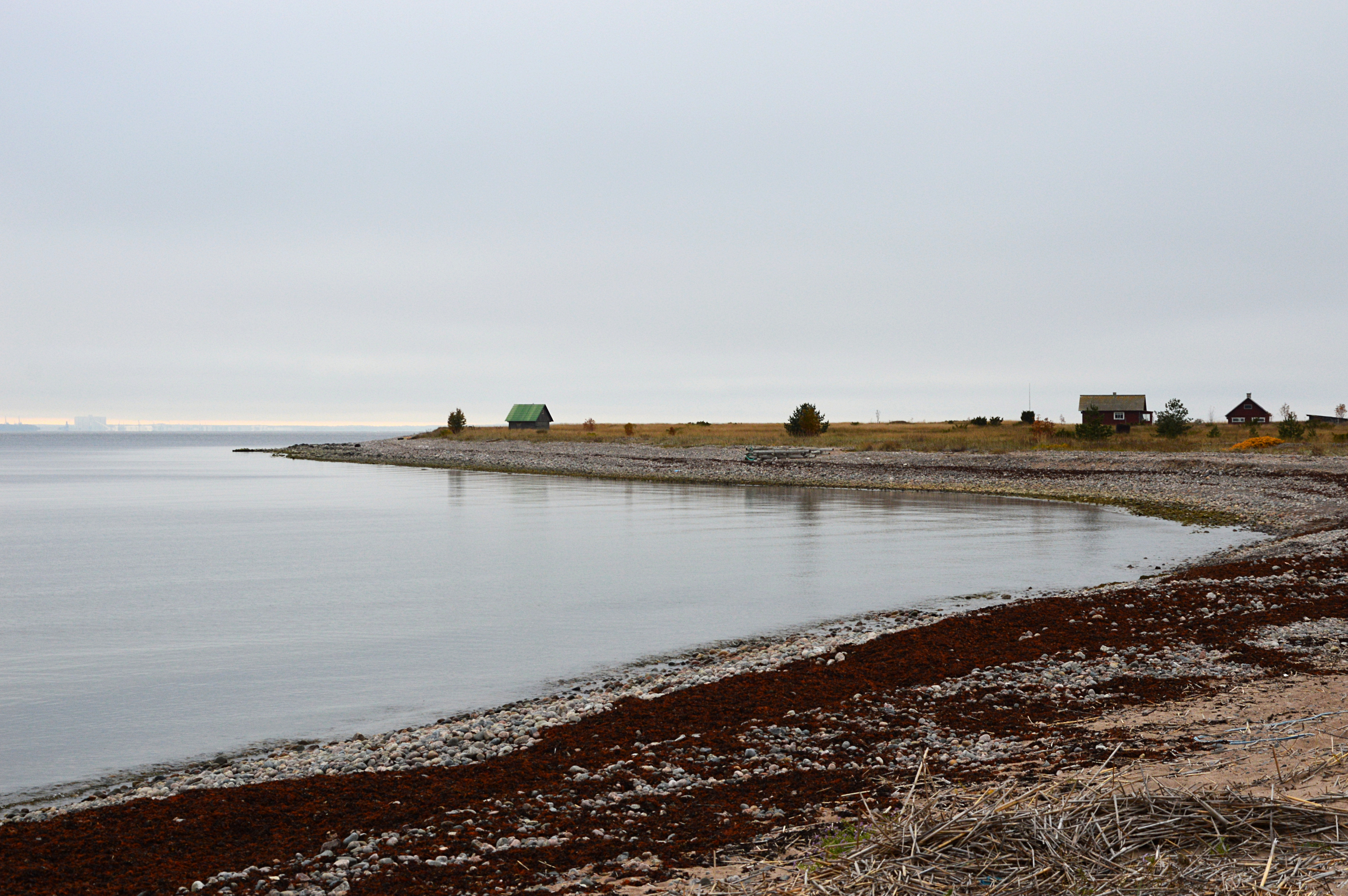
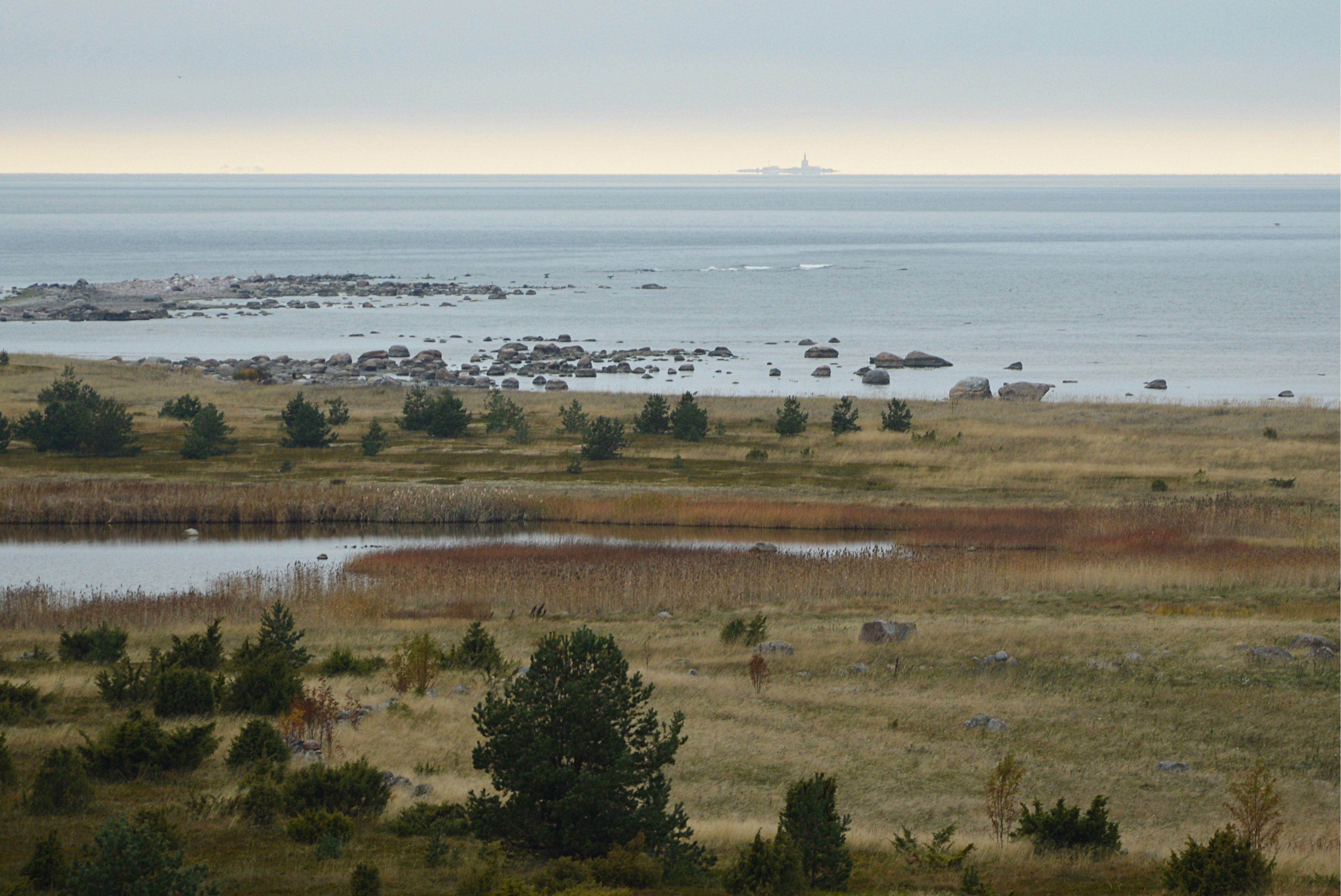
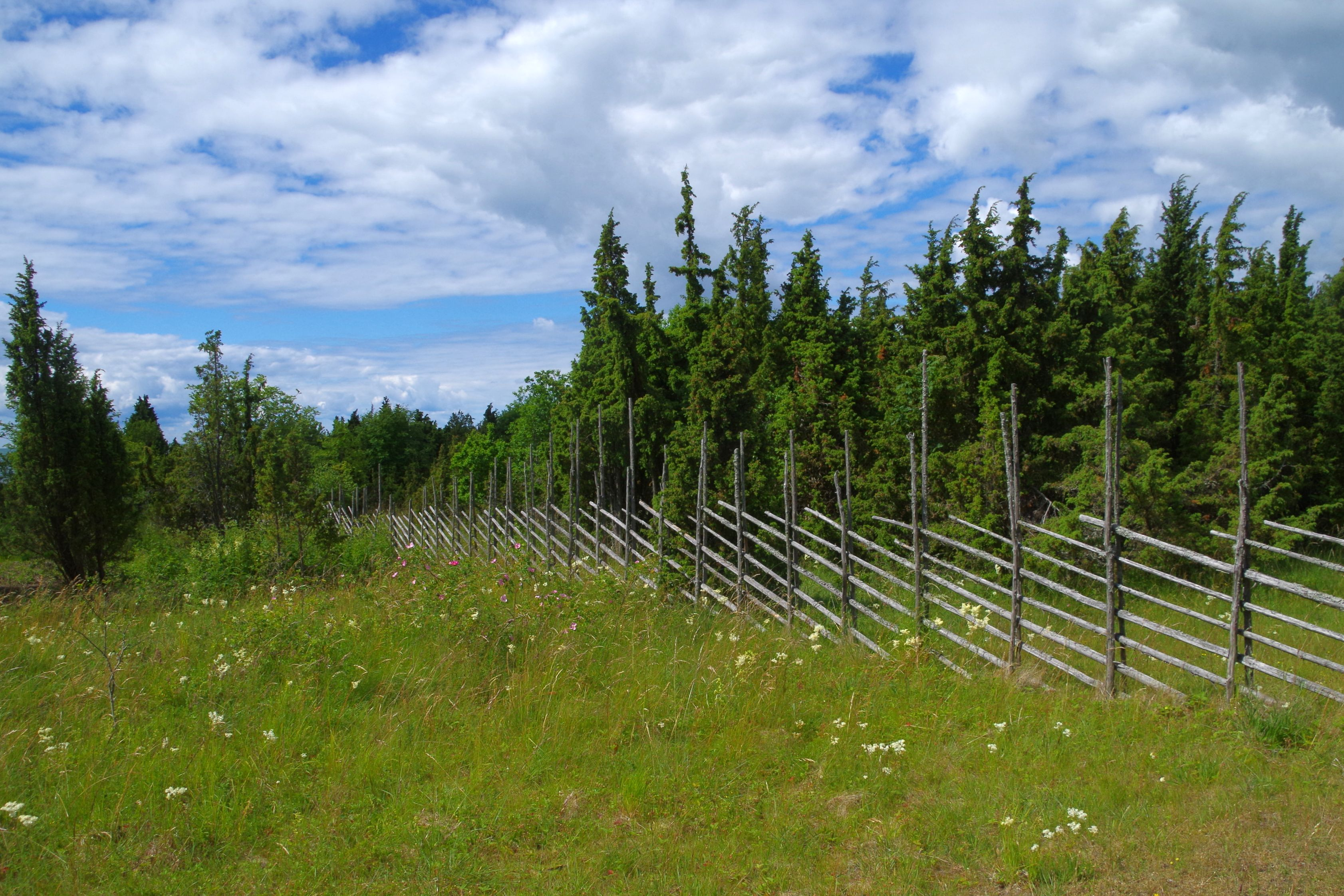
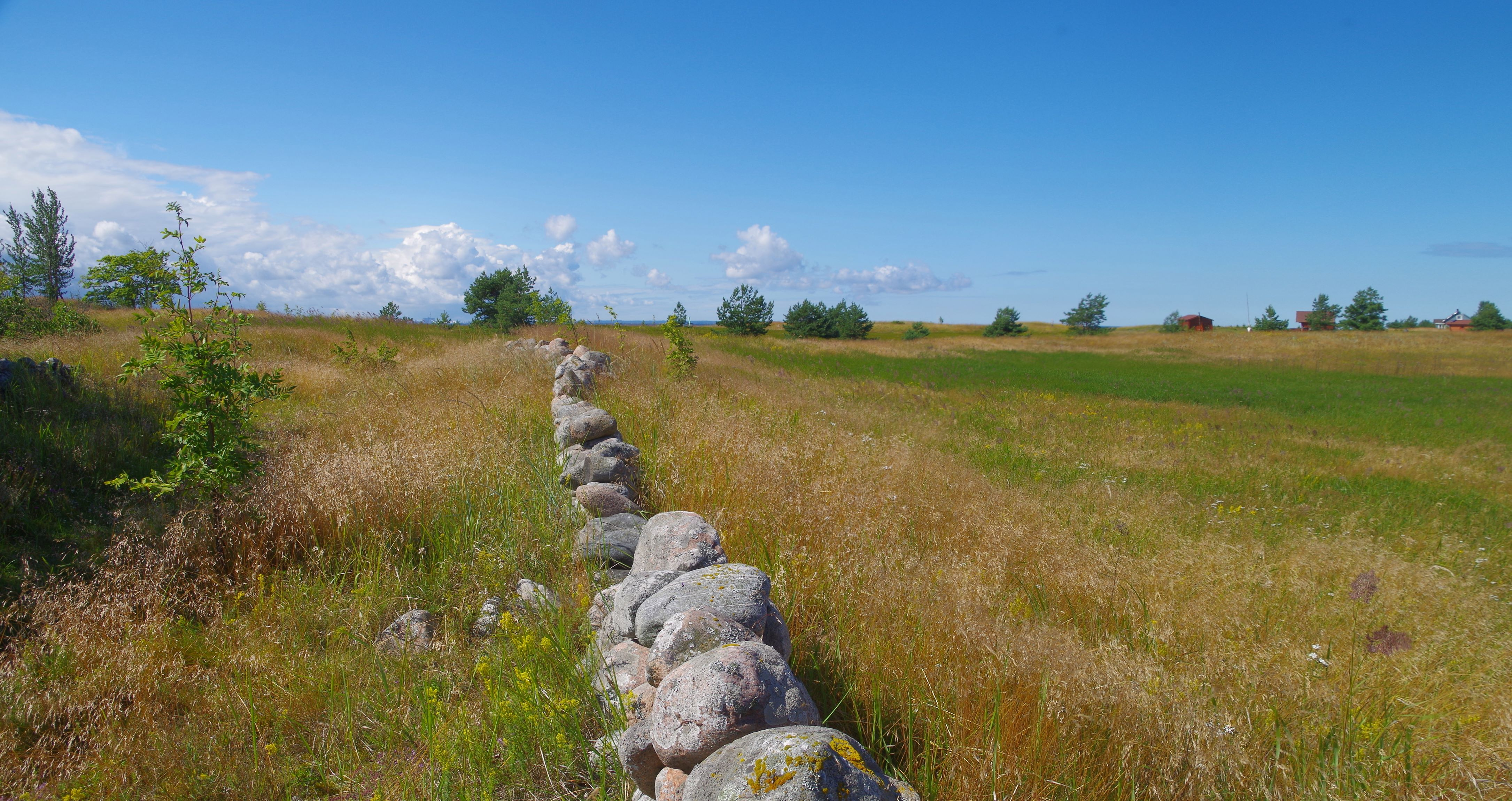

## Dějiny
Nemáme doklady o tom, kdy lidé osídlili Rammu. Listinně nedoložený příběh vypráví, že v roce 1710 byl švédským králem odsouzen na smrt jeden finský Švéd, ale podařilo se mu i se ženou a s vnukem uprchnout na Prangli. Jako psancům jim však místní zapálili střechu nad hlavou, a z požáru vyvázl jen vnuk, který se pak odstěhoval na dosud neobydlený ostrov Rammu. Pozval k sobě jednoho druha z dětství, oba si na pevnině našli manželky a založili první dvě rodiny, které osídlily Rammu.
Obyvatelé ostrova obývali vesnici rozkládající se na vyvýšenině v jižní části ostrova. Živili se zejména rybolovem a lovem tuleňů, podstatným přilepšením jejich živobytí však tradičně bylo i pašeráctví.

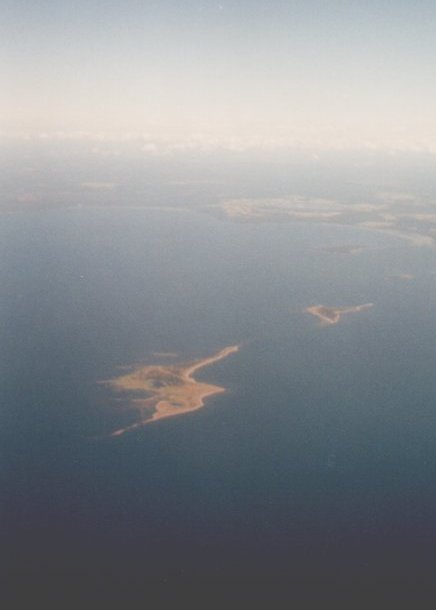
Letecký pohled na Rammu od severozápadu; vpravo za Rammu je vidět Koipsi, v pozadí pobřeží Kolžského zálivu

V dubnu roku 1851 se ostrovanům mimořádně poštěstilo. Bouře vrhla na pobřeží mrtvou velrybu, tedy tvora v těchto vodách nevídaného. Rybáři velrybu upevnili mezi dvě plachetnice a odvezli do Tallinnu, kde ji za peníze předváděli zvědavcům. Velrybu nakonec za 850 rublů odkoupila Petrohradská akademie věd. Jednalo se o 9,68 m dlouhého a přes 10 t těžkého keporkaka, jehož kostra je v Petrohradu k vidění dodnes.
Ve 20. letech 20. století byla na Rammu otevřena i čtyřtřídní škola a uveden do provozu hřbitov. Na ostrově tehdy také pracovaly 3 větrné mlýny.
Rozvoj ostrova byl násilně ukončen 20. září 1952, kdy sovětské úřady vystěhovaly všechno obyvatelstvo. Vesnice měla tehdy kolem stovky obyvatel ve 22 usedlostech.
Teprve po skončení sovětské okupace mohl být v roce 1992 na troskách vesnice opět postaven první dům.

## Současnost
Rammu patří do kraje Harjumaa, k obci Jõelähtme. V současnosti na něm není hlášen žádný trvalý obyvatel, ale jedna usedlost je dnes částečně znovuvybudována a užívána jako chata.
Kromě zbytků někdejší vesnice je na ostrově k vidění starý vesnický hřbitov na severozápadě ostrova a dva majáky (východní z nich o výši 32 m), dnes již nefunkční, ale dosud sloužící jako rozhledny.